# 施托爾察爾佩山
47°09′06″N 14°11′25″E / 47.151562°N 14.190174°E

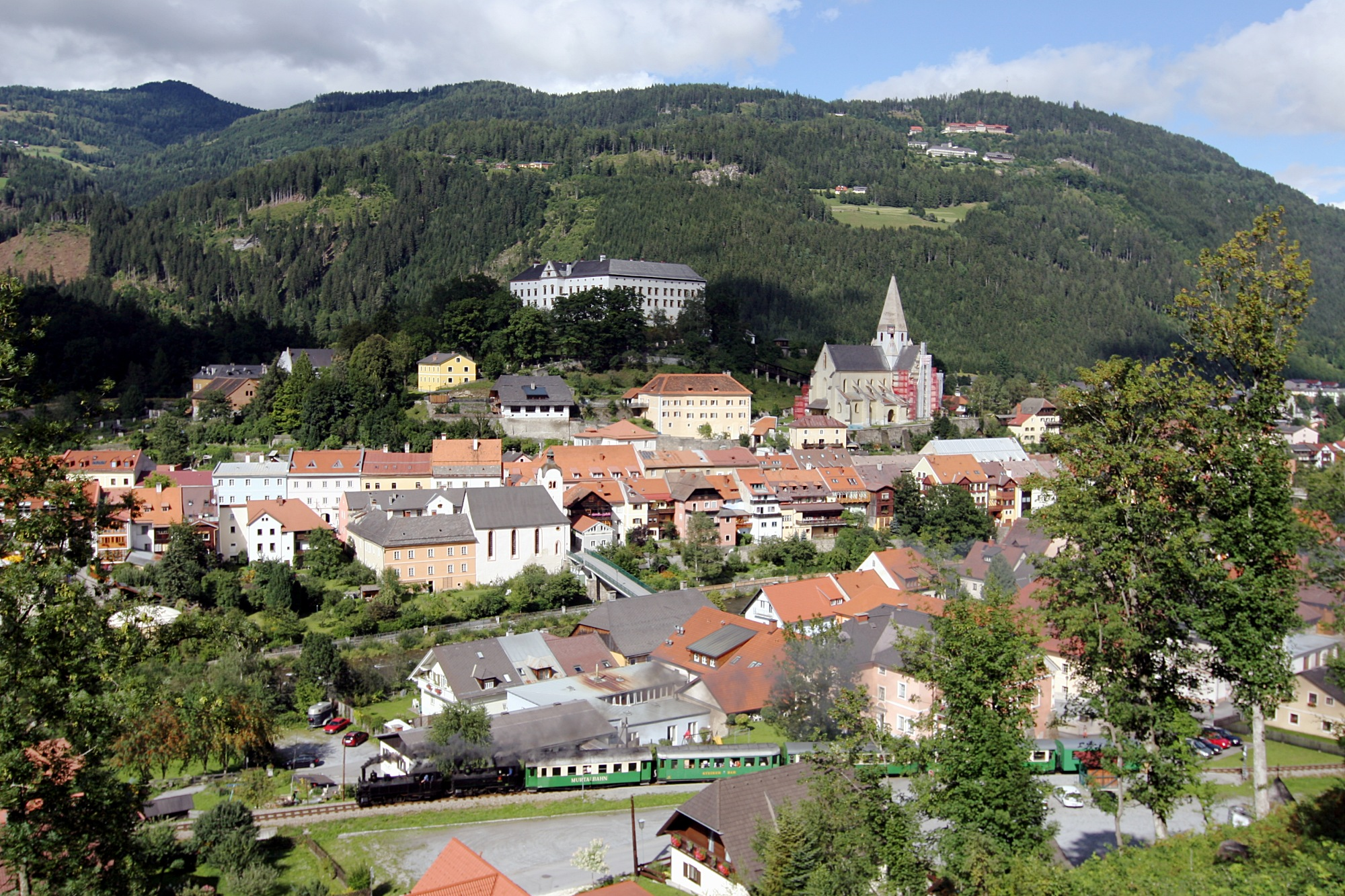

施托爾察爾佩山（德語：Stolzalpe），是奧地利的山脈，位於該國東南部，由施泰爾馬克州負責管轄，屬於施拉德明陶恩山脈的一部分，面積70平方公里，最高點海拔高度1,817米。